# اسماعیل یاسین در نیروی دریایی
اسماعیل یاسین در نیروی دریایی (عربی: إسماعيل يس في الأسطول) یک فیلم به کارگردانی فطین عبدالوهاب است که در سال ۱۹۵۷ منتشر شد. از بازیگران آن می‌توان به محمود الملیجی اشاره کرد.